# Hochfrequenzhandel
Als Hochfrequenzhandel (HFH; englisch high-frequency trading, abgekürzt HFT) wird ein mit Computern betriebener Handel an der Börse bezeichnet, der sich durch kurze Haltefristen und hohen Umsatz auszeichnet.
Dabei handeln Hochleistungsrechner selbstständig oder mit Einwirken von Menschen innerhalb von Sekunden bis in den Mikrosekundenbereich nach den zuvor programmierten Algorithmen. Diese reagieren auf Marktveränderungen und treffen daraufhin Handelsentscheidungen. Daraufhin wird eine Order an die jeweilige Börse übermittelt. Es werden üblicherweise keine Positionen über Nacht gehalten. HFT kann als eine Sonderform des automatisierten Handels verstanden werden.

## Definition
Das Wertpapierhandelsgesetz definiert in § 2 Abs. 8 Nr. 2 Buchstabe d den Hochfrequenzhandel als den Kauf und Verkauf von Instrumenten des Finanzsektors eines heimischen und organisierten Marktes oder multilateralen Handelssystems mittels einer hochfrequenten algorithmischen Handelstechnik, die gekennzeichnet ist durch
- die Nutzung von Infrastrukturen, die darauf abzielen, Latenzzeiten zu minimieren;
- die Entscheidung des Systems über die Einleitung, das Erzeugen, das Weiterleiten oder die Ausführung eines Auftrags ohne menschliche Intervention für einzelne Geschäfte oder Aufträge;
- ein hohes untertägiges Mitteilungsaufkommen in Form von Aufträgen, Quotes oder Stornierungen, auch zum Eigenhandel.

Ferner charakterisiert sich der Hochfrequenzhandel im WpHG dadurch, dass die einzelnen Parameter des jeweiligen Auftrags vom Computeralgorithmus selbstständig bestimmt werden. Die Charakteristika der Parameter sind beispielsweise Zeitpunkt, Preis oder Menge des Auftrags.

## Geschichte
Das Interesse der Öffentlichkeit wurde 2009 durch einen Blogbeitrag geweckt, in dem auf die erheblichen Gewinne von Goldman Sachs aus dieser Handelsform verwiesen wird. Zahlreiche Presseartikel folgten. Die US-amerikanische Börsenaufsicht SEC wurde von Seiten des US-amerikanischen Senators Charles Schumer 2009 aufgefordert, diese Handelsform zu verbieten. Die SEC kündigte eine verstärkte Überwachung des Hochfrequenzhandels an, nachdem die US-amerikanische Aktienhandelsgruppe Knight Capital am 1. August 2012 aufgrund eines Softwarefehlers in 45 Minuten 440 Millionen $ verloren hatte.
Auch in Europa wird diese Handelsform diskutiert. Der Bundestag hat einen Gesetzesentwurf zur Regulierung des Hochfrequenzhandels verabschiedet. Damit soll der Börsenhandel beschränkt und entschleunigt werden.
Der Schweizer Bestseller-Autor Martin Suter thematisiert in seinem 2011 erschienenen Kriminalroman Allmen und der rosa Diamant die Möglichkeiten und negativen Folgen des Hochfrequenzhandels. 2014 verursachte der Publizist und Wirtschaftsautor Michael Lewis mit seinem kritischen Buch Flash Boys. A Wall Street Revolt eine Debatte um den Hochfrequenzhandel.

“The U.S. stock market was now a class system of haves and have-nots, only what was had was not money but speed (which led to money). The haves paid for nanoseconds; the have-nots had no idea that a nanosecond had value. The haves enjoyed a perfect view of the market; the have-nots never saw the market at all.”

„Der US-Aktienmarkt war nun ein Klassensystem aus Habenden und Habenichtsen, nur dass die Habenden nicht Geld hatten, sondern Geschwindigkeit (die zum Geld führte). Sie kauften sich Nanosekunden; die Habenichtse wussten nicht einmal, dass Nanosekunden einen Wert hatten. Die Habenden genossen den perfekten Marktüberblick, während die Habenichtse nie den wirklichen Markt sahen.“

In einer Reaktion auf die Veröffentlichungen Lewis’ gab Justizminister Eric Holder Anfang April 2014 bekannt, dass die SEC und das FBI bereits seit geraumer Zeit die Handelspraktiken untersuchen.

## Prinzip
Das Prinzip des Hochgeschwindigkeitshandels beruht darauf, dass typische Wertpapierorders nicht an einer einzigen Börse abgewickelt werden können, sondern die gewünschten Stückzahlen nur an mehreren Börsen zusammen ge- oder verkauft werden können. Der Broker sendet seine Aufträge gleichzeitig an die verschiedenen Börsen ab, die nach seinen Marktinformationen zum gegebenen Zeitpunkt in der Lage sind, durch die einzelnen Teilaufträge zusammen den Auftrag abzuwickeln. Die Teilaufträge kommen aber je nach Latenz zu unterschiedlichen Zeiten bei den Börsen an. Ein Hochgeschwindigkeitshändler, der erstens Zugang zu Marktdaten in Echtzeit der nächstgelegenen Börse hat, kann darauf spekulieren, dass zu dem von ihm gesehenen Teilauftrag weitere Teilaufträge mit Kauf- oder Verkauforders derselben Aktie oder Anleihe gehören. Wenn er zweitens optimierte Datenleitungen zu weiter entfernt liegenden Börsen hat, kann er an diese Orders absenden, die dort den Teilorders des ersten Brokers zuvorkommen. Dadurch ändert sich der Kurs an dieser Börse, so dass der Hochgeschwindigkeitshändler die später eintreffenden, aber zuvor abgesendeten Aufträge des ursprünglichen Kunden aus den Papieren bedienen kann, die er im Vorlauf erwerben konnte. Allerdings zu einem neuen, für den ursprünglichen Kunden ungünstigeren Kurs. Der ursprüngliche Händler kann diese Marktänderung nicht sehen, bevor sie eintritt. Der Hochfrequenzhändler fährt so seine Position wieder auf Null. Durch den Unterschied zwischen den Kursen zieht er einen winzigen Gewinn pro Geschäft.
Die Erlöse durch diesen Trick sind pro Transaktion sehr gering, summieren sich jedoch zu durchaus großen Erträgen. Dieser Handel wird seit Jahren betrieben und soll nach Aussage der Marktforscher der Tabb Group 2008 einen Wert von 21 Milliarden US-Dollar erreicht haben. 2010 soll der Anteil dieser Form des Handels bereits über 50 % des Umsatzvolumens des US-amerikanischen Aktiengeschäfts betragen haben.
Weitere Analysen des Finanzdaten-Unternehmens Nanex zeigen, dass die Hochgeschwindigkeitshändler Marktliquidität systematisch vortäuschen, indem das Angebot einer Aktie oder Anleihe zu einem bestimmten Kurs künstlich hoch angezeigt wird. Wenn eine Order zu diesem Preis bei der ersten Börse ankommt, werden die Angebote so schnell bei allen anderen Börsen zurückgezogen, dass die Order zum anvisierten Preis nur zu einem (kleinen) Teil ausgeführt werden kann. Da die Hochgeschwindigkeits-Händler das Börsengeschehen vollkommen dominieren, können sie so die Kurse selbst größter Unternehmen wie der Ford Motor Company manipulieren.

### Strategien
Arbitrage
Ausnutzen von Kursdifferenzen an verschiedenen Handelsplätzen zum selben Zeitpunkt. Dies ist nur in Märkten ohne Kurstaxen möglich, da Makler oder ihre Software dies in der Regel erkennen und die Taxen auch nach Ordereingang noch entsprechend anpassen.
Cross-Border-Handel
Ausnutzen von Kursdifferenzen an Handelsplätzen in verschiedenen Ländern, siehe Cross-Border-Aktienhandel. Diese Form des Arbitrage hat einen positiven Nutzen für die Allgemeinheit, da sich die Gebühren in Form von Geld-/Briefspreads für Anleger verringern.
Statistische Arbitrage
Ausnutzen von Kursdifferenzen verschiedener Instrumente, die sich in der Regel gleichläufig verhalten, im Ausnahmefall jedoch nicht. Beispiel: In der Regel laufen Aktien aus einer Branche in Relation zueinander. Steigt BMW, steigt auch VW. Sollte das einmal nicht so sein, wird der Wert, der steigt, leerverkauft und der, der fällt, gekauft. Die Position wird aufgelöst, wenn die übliche Relation wiederhergestellt ist oder ein Stop-Loss greift.
Market Making
Das permanente Stellen von Geld- und Briefkursen.
Mean-Reversion
Ausnutzen des Mean-Reversion-Effekts.
Spread Trading
Ausnutzen von Preisineffizienzen von Futureskontrakten verschiedener Laufzeiten.
Quote Stuffing
Der Versuch, die Börsensysteme mit Orders vollzustopfen, um Verzögerungen bei der Preisfindung auszunutzen. Aufgrund der Regularien der Börsenbetreiber in Deutschland nicht möglich.

#### Flash-Order/Blitzhandel
Eine Sonderform des automatisierten Handels ist der Hochfrequenzhandel mittels „Blitzaufträgen“. Bei diesen werden die Computer für Millisekunden vor den anderen Marktteilnehmern über einen Kauf-/Verkaufsauftrag informiert und haben so die Möglichkeit, diesen anzunehmen und sofort durch minimale Preisaufschläge weiterzuverkaufen. Selbst kleinste Margen summieren sich durch große Volumina zu beträchtlichen Erträgen auf.
Erstmals wurden Flash-Orders im Jahr 2004 von der SEC genehmigt, nachdem die Boston Option Exchange die Handelszulassung dieser beantragt hatte. Aus rechtlicher Sicht ist nicht ganz klar, ob der Blitzhandel in der Europäischen Union zulässig ist. Aus deutscher Perspektive hätte die Bundesanstalt für Finanzdienstleistungsaufsicht wohl die Möglichkeit, den Blitzhandel zu untersagen. In den Vereinigten Staaten wird derzeit über ein Verbot nachgedacht. Problem ist die Ungleichbehandlung der Marktteilnehmer, durch die es einzelnen Marktteilnehmern (hier den Algo-Tradern) quasi möglich ist, Gewinne auf Kosten der anderen Marktteilnehmer zu realisieren. Als Reaktion auf die Kritik seitens der amerikanischen Regulierungsbehörden haben die Börsen Nasdaq OMX und Bats Global Markets bereits bekanntgegeben, dass sie ab September 2009 das Angebot der Flash-Orders einstellen.
Kritikern von Flash-Orders ist insbesondere die Tatsache, dass ein ausgewählter Teilnehmerkreis Informationen und Chancen vor anderen Marktteilnehmern erhält, ein Dorn im Auge. Dementgegen verweisen Befürworter auf die ansteigende Liquidität und Verringerung der Handelsspanne (engl. spread). Durch letztere sei es am Ende für alle Marktteilnehmer sicherer und günstiger zu handeln, was die „kleinen“ Gewinne der Liquiditätsprovider rechtfertige. Eine den amerikanischen Flash Orders vergleichbare Technik gibt es auch im Xetra-Handel unter dem Begriff Xetra-BEST.

## Gesetzeslage in Deutschland
Deutschland gilt als Vorreiter hinsichtlich der Gesetzgebung für den Hochfrequenzhandel. Im Mai 2013 trat das Gesetz zur Vermeidung von Gefahren und Missbräuchen im Hochfrequenzhandel (Hochfrequenzhandelsgesetz) in Kraft. Es hat sich als Ziel gesetzt, die Auswirkungen des Hochfrequenzhandels auf den Finanzmarkt einzudämmen und sieht als oberste Direktive, die Gefahr und den Missbrauch im HFT zu vermeiden. Inhaltlich wird es sehr der EU-Gesetzgebung, der geplanten MiFid II für das Jahr 2015, ähneln.

### Erlaubnispflicht
Zu den Pflichten für algorithmische Händler gehört bspw. die Erlaubnispflicht nach § 32 Abs. 1 KWG iVm § 1 Abs. 1 a Nr. 4 d KWG. Dieser zufolge müssen Händler, welche mittels einer hochfrequenten algorithmischen Handelstechnik handeln, eine Erlaubnis der Bundesanstalt für Finanzdienstleistungsaufsicht (BaFin) vorweisen können. Die Veränderungen der Erlaubnispflicht sehen vor, Hochfrequenzhändler, die als selbstständige Institute den Handel betrieben, zu regulieren. Es werden sämtliche Formen des Hochfrequenzhandels erfasst. Der Bereich schließt unabhängig vom Standort alle Hochfrequenzhändler ein, ungeachtet dessen ob sie auf eigene oder fremde Rechnung handeln. Ferner wird außer Acht gelassen, ob es sich hier um eine direkte oder indirekte Beteiligung am Geschäft handelt. Folglich müssen ausländische Investoren bzw. Händler eine Niederlassung in Deutschland eröffnen, den sogenannten „europäischen Pass“. Für Länder innerhalb der EU/EWG ist das nicht notwendig.

### Organisationspflicht
Die Organisationspflicht reglementiert Unternehmen, die mit Hilfe von algorithmischen Computerprogrammen arbeiten. Es sieht vor, dass diese Computer bzw. Systeme gewissen Kontrollen unterliegen. Dabei müssen Unternehmen zureichende Kapazitäten aufweisen, Handelsober- und -untergrenzen unterliegen und belastbare Systeme aufweisen. Ferner muss die Software der Hochfrequenzhändler auf Fehlfunktionen überprüft werden, die den Finanzmarkt negativ beeinflussen könnten. Auch müssen Kontrollen vollzogen werden, um zu gewährleisten, dass die Handelstätigkeiten die Vorschriften des jeweiligen Handelsplatzes nicht verletzen. Des Weiteren müssen Hochfrequenzhändler sämtliche Algorithmen dokumentieren und ordnungsgemäß überwachen.

### Übergangsfristen
Die Übergangsfristen sind im Zusammenhang von Erlaubnisanträgen zu nennen. Fristen treten ein, sobald ein Erlaubnisantrag verkündet wurde. Hochfrequenzhändler, die keine Niederlassung im Inland vorweisen können, erhalten eine Frist von neun Monaten. Die normale Übergangsfrist sieht eine Dauer von sechs Monaten vor. Diese Reglementierung betrifft auch Wertpapierdienstleistungsunternehmen, Kapitalanlagegesellschaften und selbstverwaltende Investmentaktiengesellschaften. Nach diesen sechs Monaten treten im Hochfrequenzhandelsgesetz die Organisationspflichten für den Unternehmer ein. Bisher wurden für die Übergangsfristen keine rechtlichen Strafen im Sinne einer Sanktion vorgesehen.

## Investors Exchange
Ein Team aus Börsenanalysten und Technikern, die zum Teil vorher bei der Royal Bank of Canada arbeiteten und die Methoden der Hochfrequenzhändler erforscht hatten, gründete 2013 eine eigene Börse namens Investors Exchange (IEX). Diese stellt durch eine absichtliche Verzögerung aller Signallaufzeiten von exakt 350 Millisekunden sicher, dass kein Hochfrequenzhändler aus ihren Marktdaten einen Vorteil an anderen Börsen ziehen kann. So positioniert sich die IEX als vollkommen unabhängig von Banken und Brokerhäusern und deren direkte oder indirekte Beteiligung am Hochfrequenzhandel. Durch die absichtliche Verzögerung von 350 ms können die Hochfrequenzhändler keine risikolosen Arbitrage-Geschäfte mehr realisieren, weil diese u. a. darauf basieren, dass sie kurzfristige Differenzen zwischen den Kursen an verschiedenen Börsen ausnutzen.
Die IEX nahm am 28. Oktober 2013 den Betrieb auf und konnte Mitte Dezember erstmals kurzzeitig das Handelsvolumen der NYSE Amex (ab 2017 NYSE American) übertreffen.

## Kritik
Hochfrequenzhandel steht in der Öffentlichkeit oftmals in der Kritik. Dabei stehen illegale Praktiken im Vordergrund (z. B. das Frontrunning). Es gibt jedoch auch High-Frequency-Handelsstrategien, die dazu beitragen, dass Investoren weniger Gebühren an den Börsen zahlen müssen, da der Markt liquider wird, wie z. B. beim Cross-Border-Aktienhandel. Die positive Auswirkung auf den Handel wird von manchen Ökonomen jedoch angezweifelt. Der Jurist Peter Kasiske sieht zudem eine störende Handlung, die eine nicht vorhandene Nachfrage vortäuscht. Die amerikanische Börsenaufsicht (SEC) kam nach der Analyse aller weltweit verfügbaren wissenschaftlichen Studien zu dem Schluss, dass Hochfrequenzhändler in der Hälfte der Fälle mit aggressiven Strategien die Kosten anderer Marktteilnehmer erhöhen.
Weitere Kritiker äußerten sich über die Geschwindigkeiten der Händler. Um geringe Zeitvorteile zu erhalten, wird bei dem „Co-Location“ genannten Verfahren versucht, die räumliche Nähe des Handelsteilnehmers zur Börse zu erhöhen. Somit ergeben sich Vorteile im Millisekundenbereich, welche als Vorteile gegenüber anderen Marktteilnehmern genutzt werden. Kritik an der geringen Haltedauer von Aktien bei den Hochfrequenzhändlern kommt vom ehemaligen Börsenmakler Dirk Müller. Er bestreitet jeglichen Sinn für die Volkswirtschaft, wenn ein Anteilsschein nur für wenige Sekunden gehalten wird.
Die niederländische Finanzmarktregulierungsbehörde AFM untersuchte diese High-Frequency-Trading-Modelle und kam zu dem Schluss, dass es keine Gründe gibt, Hochfrequenzhandel einzuschränken. Diese Einschätzung ändert sich jedoch, wenn illegale Handelsstrategien benutzt werden.
Neben der Kritik am Hochfrequenzhandel per se, wird auch die Regulierung des Hochfrequenzhandels bzw. des algorithmischen Handels, dessen Teilmenge der Hochfrequenzhandel ist, in der juristischen Fachliteratur sowie in der Börsenpraxis scharf kritisiert.